# Краснодарский проезд
Краснода́рский прое́зд (до 13 мая 2003 года — проекти́руемый прое́зд № 6077) — проезд в Юго-Восточном административном округе города Москвы на территории района Люблино.

## История
Проезд получил современное название по близости к Краснодарской улице, в свою очередь названной по городу Краснодару в связи с расположением на юго-востоке Москвы. До 13 мая 2003 года назывался проекти́руемый прое́зд № 6077.

## Расположение
Краснодарский проезд отходит от Краснодарской улицы на северо-восток параллельно улице Маршала Кожедуба, и фактически состоит из отдельных не связанных между собой местных проездов. На некоторых картах ошибочно показан как короткий проезд, отходящий влево от улицы Маршала Кожедуба и заканчивающийся тупиком.

Нумерация строений начинается от Краснодарской улицы..

## Примечательные здания и сооружения
По нечётной стороне:
строения отсутствуют.
По чётной стороне:
- дома №  2, 8 и 12 — многоэтажные паркинги.

## Транспорт

### Наземный транспорт
По Краснодарскому проезду не проходят маршруты наземного общественного городского транспорта. Юго-восточнее проезда, на улице Марьинский Парк, расположена остановка «Улица Маршала Баграмяна» автобуса № 201.

### Метро
- Станция метро «Братиславская» Люблинско-Дмитровской линии — в 2,1 км юго-западнее проезда, на улице Перерва у примыкания к ней Мячковского бульвара.
- Станция метро «Люблино» Люблинско-Дмитровской линии — в 1,5 км северо-западнее проезда, на пересечении Краснодарской и Совхозной улиц.